# Хорхе Амадо Нунес
Хорхе Амадо Нунес Інфран (ісп. Jorge Amado Nunes, нар. 18 жовтня 1961) — парагвайський футболіст, що грав на позиції півзахисника.
Виступав, зокрема, за клуби «Серро Портеньйо» та «Універсітаріо де Депортес», а також національну збірну Парагваю.

## Клубна кар'єра
У дорослому футболі дебютував 1979 року виступами за команду «Серро Портеньйо», в якій провів шість сезонів і двічі став віце-чемпіоном Парагваю — у 1980 та 1984 роках. У 1984 році він приєднався до колумбійського клубу «Депортіво Калі», з яким двічі поспіль — у 1985 та 1986 роках — здобув титул віце-чемпіона в Колумбії.
У сезоні 1986/87 грав у складі іспанського «Ельче», зігравши у 29 іграх Сегунди, другого дивізіону країни, після чого повернувся до Південної Америки і став гравцем аргентинського клубу «Велес Сарсфілд», до складу якого приєднався 1987 року. Відіграв за команду з Буенос-Айреса наступні два сезони своєї ігрової кар'єри.
1989 року повернувся до клубу «Депортіво Калі». Цього разу провів у складі його команди три сезони. Більшість часу, проведеного у складі «Депортіво Калі», був основним гравцем команди.
Протягом 1992—1993 років захищав кольори клубу «Лібертад», а влітку 1993 року перейшов до клубу «Універсітаріо де Депортес», з яким виграв чемпіонат Перу в тому ж році і став віце-чемпіоном наступного року. Завершив професійну кар'єру футболіста виступами за команду «Універсітаріо де Депортес» у 1995 році. В подальшому працював тренером.

## Виступи за збірну
1985 року дебютував в офіційних матчах у складі національної збірної Парагваю і того ж року брав участь у кваліфікації до фіналу чемпіонату світу 1986 року, де провів 6 матчів і допоміг своїй збірній вперше за 28 років вийти на «мундіаль». На самому чемпіонаті світу 1986 року у Мексиці Хорхе зіграв у всіх чотирьох іграх — проти Іраку (1:0), Мексики (1:1), Бельгії (2:2) та Англії (0:3), а Парагвай дійшов до 1/8 фіналу.
Надалі у складі збірної був учасником розіграшу Кубка Америки 1987 року в Аргентині, де Парагвай вибув на груповому етапі, а 	півзахисник зіграв у обох іграх — проти Болівії (0:0) та Колумбії (0:3), а також розіграшу Кубка Америки 1993 року в Еквадорі, де Парагвай дійшов до чвертьфіналу, а Хорхе зіграв трьох матчах — проти Перу (1:1), Бразилії (0:3) та Еквадору (0:3).
Загалом протягом кар'єри у національній команді, яка тривала 9 років, провів у її формі 30 матчів, забивши 1 гол.